# Церковь Троицы Живоначальной (Бёхово)
Церковь Святой Троицы Живоначальной (Троицкая, Свято-Троицкая) — приходской православный храм в селе Бёхово Заокского района Тульской области. Относится к Белёвской епархии Русской православной церкви. Является памятником архитектуры, входит в Государственный мемориальный историко-художественный и природный музей-заповедник Василия Поленова.

## История
О постройке первой деревянной церкви в Бёхове упоминаний не сохранились. Первые документальные упоминания о второй деревянной церкви в Бёхове видны из храмозданной грамоты (от 9 сентября 1798 года), когда на бёховском кладбище была построена вторая деревянная церковь, вместо сгоревшей в 1798 году первой деревянной церкви. Храм был повреждён ударом молнии в 1845 году, в том же году был отремонтирован и покрыт железом, вместо бывшей тесовой крыши. Приход села Бёхова в 1870—1879 годах присоединён к Знаменскому приходу села Страхово, а в 1888—1893 годах — к Покровскому приходу села Волковичей. Впоследствии приход выделен как самостоятельный и имел отдельный причт из священника и псаломщика. На содержание храма поступали 1⁄2 процента с капитала в 150 рублей, а другая половина уходила в пользу причта, который пользовался, кроме того, пособием от казны в размере 392 рубля в год и церковной землёю, в количестве 33,5 десятин, из них 3,5 десятины усадебная земля.

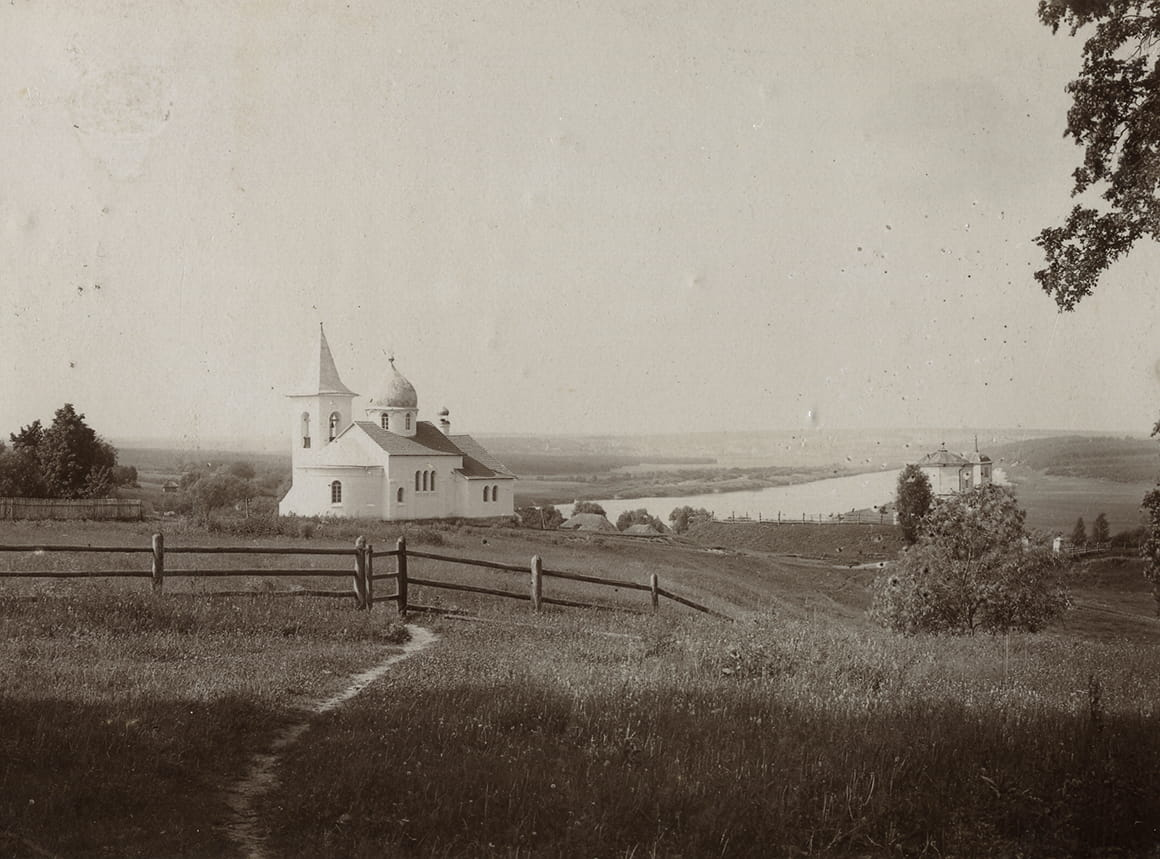
Троцикая церковь на фотографии Василия Поленова (1907)

К началу XX века церковь обветшала, и по просьбе местных прихожан было решено старую разобрать и выстроить новую. Новая церковь из кирпича возведена в 1904—1906 годах неподалёку от сельского кладбища по проекту и на средства Василия Поленова и позже обнесена каменной оградой. Освящена церковь в 1907 году. Эта церковь изображена на картине Поленова «Золотая осень».
Храм был закрыт в 1934 году, колокола сняты и разбиты, церковное имущество разграблено, каменную церковную ограду разобрали на фундамент корпусов пионерского лагеря.
Во время Великой Отечественной войны (1941—1945) немецкие войска обстреливали из миномётов и орудий позиции советских войск в Бёхове. Осколки посекли кровлю и стены храма, но большого урона не принесли.
После войны сын художника и директор музея-заповедника Дмитрий Поленов продолжительное время доказывал чиновникам, что храм — это часть музея и должен быть ему передан. Взят под охрану, как памятник архитектуры в 1965 году, после чего был сделан технический проект реставрационных работ, которые продолжались в 1972—1985 годах. В результате реставрации церковь восстановлена полностью со всеми ранее утраченными архитектурными и строительными деталями.
В здании с 5 октября 1985 года размещался выставочный зал музея-заповедника. На первой выставке экспонировались работы Василия Поленова, его сестры Елены, Константина Коровина, Исаака Левитана, Марии Якунчиковой.
По просьбе прихожан в Тульскую епархию храм возвращён верующим в 1989 году и освящён. В 1990 году начались богослужения. Престольным праздником является день Святой Троицы. Неподалёку от церкви находится могила Василия Поленова и его жены Натальи (1858—1931), урождённой Якунчиковой.

## Описание

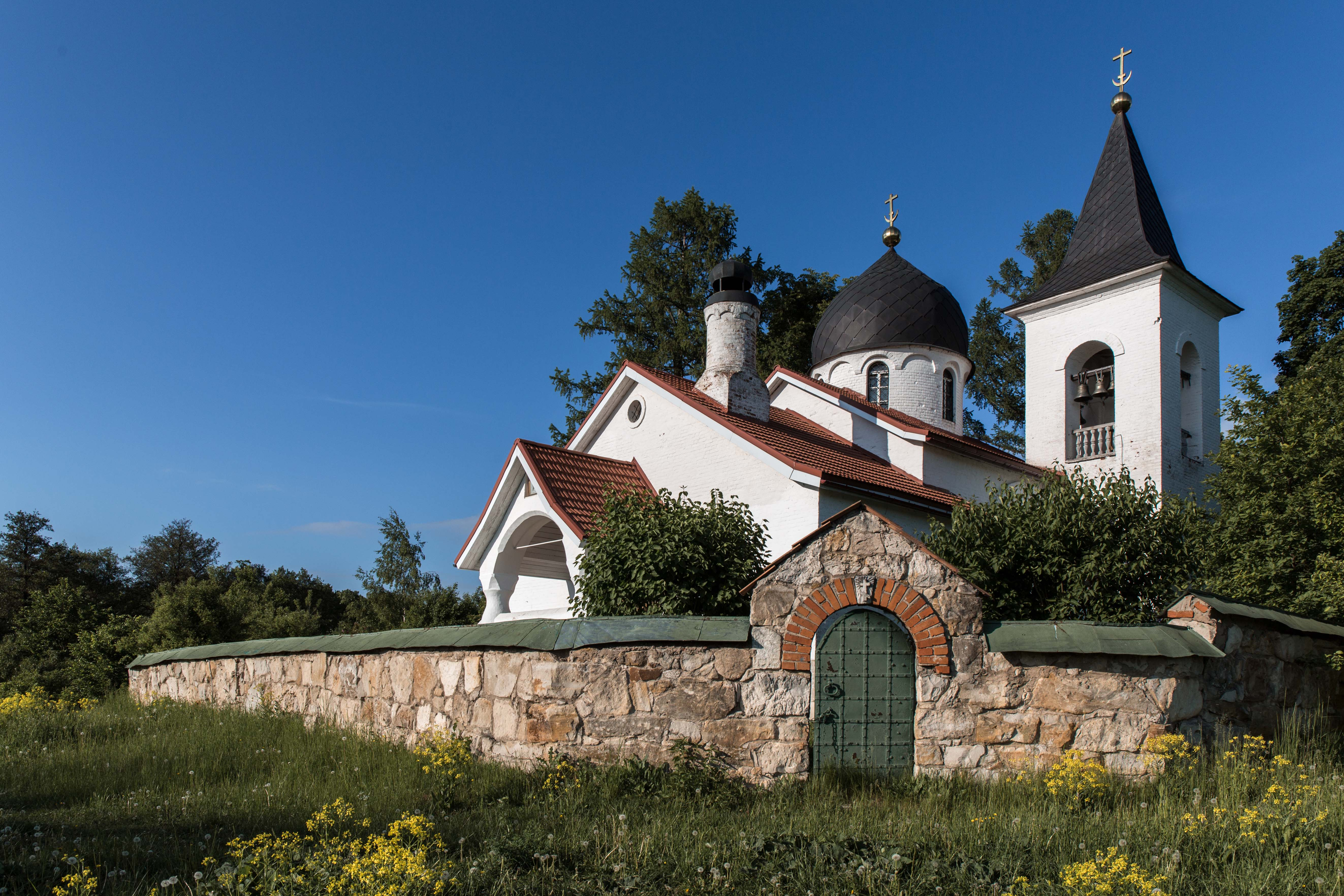
Храм в 2019 году

Храм представлял собой сочетание романской и древнерусской архитектуры. Образцом плана и фасада церкви послужили псковско-новгородские храмы XII—XIV веков: церковь Лазаря и Спаса-Нередицы в сочетании с архитектурными элементами деревянного зодчества. Форма куполов заимствована у новгородского Софийского собора. Интерьер церкви во многом напоминает внутренний вид иерусалимского храма царицы Елены, построенного в VI веке.
С востока храм окружает полукруглая, слегка вытянутая апсида . Она немного выбивается из общей стилистики здания, поскольку покрыта медными пластинами.
Круглый барабан центрального купола поддерживают четыре столба с капителями в форме закрытого цветка лотоса; в барабане прорезаны четыре окна, вписанные в простые полукружья карнизов.
За притвором расположена небольшая трапезная, которая имеет единственный придел. Основным элементом придела, помимо иконостаса, являются четыре массивные колонны из белого мрамора, поддерживающие световой барабан. Капители колонн сделаны по рисунку средней колонны северных двойных ворот иерусалимской стены. Известно, что капитель правой колонны у клироса резал лично Василий Поленов, дабы продемонстрировать строителям, каким он хочет видеть эти элементы декора.
Клиросы находятся между колоннами и стеной и ограждены деревянными решётками.
Столпообразная шатровая колокольня расположена сбоку от главного здания. Прототипом её послужила колокольня храма Воскресения Христова в Тарусе. На верхний ярус к звоннице ведёт открытая лестница. На первом этаже находится ризница, где хранится церковная утварь. С северной стороны — два окна, объединённые полукруглым карнизом. Оконные проёмы декорированы широкими лопатками и каменными наличниками.
В оформлении интерьера церкви принимали участие Илья Репин, Елена Поленова, Александр Головин, Мария Якунчикова, Егише Татевосян.
Икон в храме много, но среди них выделяются две, выполненные Владимиром Денщиковым в технике макраме из узелков тонкой льняной нити, это образ святой великомученицы Натальи и икона Покрова Пресвятой Богородицы.
К церкви приписана часовня в честь Казанской иконы Божией Матери.

### Источник Казанской иконы Богоматери
Святой источник расположен недалеко от церкви Живоначальной Троицы, севернее села Бёхово, в лесу, на склоне над Окой. У источника трижды было явление Казанской иконы Пресвятой Богородицы. Предание так повествует об этих событиях: 
 Ранним солнечным утром богомольные крестьяне шли на службу, как вдруг в старый дуб у дороги ударила молния, прогремел гром — и над верхними ветвями дерева образовалось свечение. Один из крестьян залез на дуб и обнаружил там Казанскую икону. Богомольцы отнесли её в храм и отдали священнику. Однако на следующее утро икона опять оказалась в ветвях того же дуба. Крестьяне снова возвратили её в храм, и когда на третий день иконы вновь не оказалось в церкви, священник и прихожане пошли крестным ходом к месту её появления. На глазах у всех икона, висевшая в воздухе, растворилась, а из-под корней дуба забил источник… 
Сейчас на этом месте деревянная часовня простой архитектуры, поставленная над святым источником, сооружена в середине 2000-х годов, восстановлена после пожара в конце 2000-х годов, обустроена купель.

## Известные служители церкви
| Год службы  | Фамилия, имя, отчество      | Примечания |
| ----------- | --------------------------- | --- |
| 1990 по н.в | Матвеев Валентин Алексеевич | Родился (26.01.1947), священник, художник, реставратор, учёба в московском художественном училище М. И. Калинина на живописном отделении (1962—1967), которое закончил с отличием, служба в армии (1967—1969), работал в Тульском отделении художественного фонда РСФСР (1969—1976), оформлял Крестовую церковь в епархии (1976), писал иконы и портреты архиереев. Рукоположён во диакона Всехсвятского кафедрального собора Тулы (1989), клирик Всехсвятского кафедрального собора Тулы (до 1990), настоятель Свято-Троицкого храма в с. Бехово Заокского района (с 1990), Богородицерождественского храма в с. Велегож Заокского района (1991). Благочинный Тульской епархии по Заокскому району (2001—2002). Закончил обучение в Тульской Духовной семинарии (2017), с присуждением квалификации «Специалист в области Православного Богословия>>. Награды: набедренник и камилавка при рукоположении (1989), наперсный крест (1990), протоиерейство (2002), медаль ордена «За заслуги перед Отечеством» без мечей (2005), палица (2007), патриаршая грамота (2011), крест с украшениями (2012), присвоено звание <<Почётный гражданин Заокского района» (2015). |